# Повесть Крутых гор
«Повесть Крутых гор» (англ. A Tale of the Ragged Mountains) — рассказ американского писателя Эдгара Аллана По 1844 года, частично основанный на его впечатлениях во время учёбы в университете Вирджинии. Действие рассказа происходит около Шарлоттсвилля, и это единственный случай, когда По отправил героя в Вирджинию. Впервые «Повесть» была опубликована в журнале (англ. «Godey’s Lady’s Book") и впоследствии вошла в сборник рассказов По (англ. «Tales»), опубликованный в 1845 году.
Главный герой повествования — Огестес Бедло — молодой человек, страдающий нервными припадками. Прогуливаясь среди холмов Вирджинии, он попадает в неизвестную долину с пальмами и гиенами, где видит огромный восточный город. Наблюдая беспорядки на улицах и бунт черни, Бедло участвует в подавлении мятежа, но гибнет. Ему кажется, что душа отделяется от тела, и он возвращается туда, откуда началось его загадочное приключение. Почувствовав себя самим собой, герой возвращается ко врачу и рассказывает о случившемся. Доктор сообщает Бедло, что занялся его лечением из-за его необычайного сходства с другом по имени Олдеб, который погиб при подавлении мятежа в Бенаресе при У. Гастингсе, за 36 лет до этого. Пока Бедло бродил в холмах, доктор как раз занимался описанием событий мятежа на бумаге. Если прочитать «Бедло» задом наперёд, то выйдет «Олдеб».
В «Повести Крутых гор» на первый план выдвинуты научные теории времён По, переплетающиеся с историей Британской империи. Автор предвосхитил нынешний интерес к психоактивным наркотикам, переселению душ и развитию отношений «доктор-пациент».